# Canton de Salies-de-Béarn
Le canton de Salies-de-Béarn est un ancien canton français situé dans le département des Pyrénées-Atlantiques et la région Aquitaine.

## Composition
Le canton regroupait 12 communes :
- Auterrive
- Bellocq
- Bérenx
- Carresse-Cassaber
- Castagnède
- Escos
- Labastide-Villefranche
- Lahontan
- Léren
- Saint-Dos
- Saint-Pé-de-Léren
- Salies-de-Béarn.

## Histoire
En 1790, le canton de Salies était constitué des communes d'Auterrive, Bellocq, Bérenx, Carresse-Cassaber, Castagnède, Labastide-Villefranche, Lahontan, Léren, L'Hôpital-d'Orion, Oraàs, Orion, Saint-Dos, Saint-Pé-de-Léren, Salies-de-Béarn et Salles-Mongiscard.

## Représentation

### Conseillers généraux de 1833 à 2015
| Période               | Identité                                 | Parti                  | Qualité |
| --------------------- | ---------------------------------------- | ---------------------- | --- |
| 1833-1834 (démission) | Comte Pierre de Saint-Cricq              | Majorité ministérielle | Pair de France Député (1815-1822 et 1824-1832) - Ministre (1828-1829) Elu également dans le Canton d'Orthez |
| 14 mars 1834-1836     | Mathieu Dupourqué                        |                        | Notaire, maire de Salies                                                                                    |
| 1836-1848             | Jacques Joseph Carabène, Comte d'Eschaux |                        | Officier de la Garde Impériale Propriétaire, maire de Carresse                                              |
| 1848-1852             | M. Laborde                               |                        | Conseiller à la Cour d'Appel de Pau                                                                         |
| 1852-1871             | Charles Chesnelong                       | Majorité dynastique    | Directeur d'une manufacture de draperies Maire d'Orthez Député (1865-1870, 1872-1876) Sénateur (1876-1899)  |
| 1871-1897 (décès)     | Amédée Pomier                            | Républicain            | Chirurgien en chef de l'hôpital de Pau                                                                      |
| 1897-1914 (décès)     | Paul Reclus                              | Républicain            | Chirurgien, professeur à la Faculté de Médecine des hôpitaux de Paris                                       |
| 1919-1940             | Jacques Dufourcq                         | RG                     | Médecin Nommé conseiller départemental en 1943                                                              |
|                       |                                          |                        | |
| 1945-1951             | Jacques Dufourcq                         | DVD                    | Médecin |
| 1951-1967 (décès)     | Alex de Coulomme-Labarthe                | DVG puis Centriste     | Maire de Salies, ancien conseiller d'arrondissement                                                         |
| 12 novembre 1967-1982 | Émile Pommès                             | CNIP                   | Directeur de la Caisse de Sécurité sociale de Pau Maire de Bérenx                                           |
| 1982-1988             | Jean Hourdebaigt                         | PS                     | Garagiste à Salies-de-Béarn                                                                                 |
| 1988-2008             | Lucien Basse-Cathalinat                  | RPR-UMP                | Pharmacien Maire de Salies-de-Béarn (1989-2008)                                                             |
| 2008-2015             | Claude Serres-Cousiné                    | PS                     | Fonctionnaire Maire de Salies-de-Béarn (2008-2020)                                                          |

### Conseillers d'arrondissement (de 1833 à 1940)
Le canton de Salies avait deux conseillers d'arrondissement.
Il appartenait à l'arrondissement d'Orthez jusqu'à sa disparition en 1926.
| Période                                  | Période      | Identité                                     | Étiquette               | Qualité |
| ---------------------------------------- | ------------ | -------------------------------------------- | ----------------------- | --- |
| 1833                                     | 1842         | Jean (de) Coulomme-Peyré (1774-1853)         |                         | Juge de paix à Salies-de-Béarn                                                                              |
| 1833                                     | 1836         | M. Mondran                                   |                         | Commissaire de police à Salies-de-Béarn                                                                     |
| 1836                                     | 1842         | M. Laborde ainé                              |                         | Propriétaire à Salies-de-Béarn                                                                              |
| 1842                                     | 1848         | Jean Baptiste Coulomme-Davant (1806-1888)    |                         | Maire de Salies-de-Béarn                                                                                    |
| 1842                                     | 1848         | Mathieu Dupourqué                            |                         | Notaire à Salies-de-Béarn, ancien conseiller général                                                        |
|                                          |              |                                              |                         | |
| av.1887                                  |              | Jean-Daniel Lacau-Larroche                   |                         | Greffier de la justice de paix, maire de Salies-de-Béarn, suppléant du juge de paix du canton de Lagor      |
|                                          |              |                                              |                         | |
|                                          | 1894 (décès) | Jean-Auguste Brissé Saint-Macary (1818-1894) |                         | Marchand tanneur puis rentier à Auterrive                                                                   |
|                                          |              |                                              |                         | |
| 1898                                     |              | Émile Thore (1866-1914)                      | Républicain indépendant | Officier d'artillerie coloniale, Salies-de-Béarn                                                            |
| 1898                                     |              | Ulysse Dupourqué                             | Républicain indépendant | Adjoint au maire de Salies-de-Béarn                                                                         |
|                                          |              |                                              |                         | |
| 1922                                     | 1934         | Célestin Mamouret (1857-1939)                | Républicain             | Cultivateur, maire de Carresse                                                                              |
| 1928                                     |              | Gabriel Graner                               | Républicain             | Hôtelier, propriétaire, adjoint au maire de Salies-de-Béarn                                                 |
|                                          | 1940         | Alex de Coulomme-Labarthe                    | RG                      | Maire de Salies-de-Béarn                                                                                    |
|                                          | 1940         | M. Pédezert                                  | RG                      | |
| 1940                                     |              |                                              |                         | Les conseils d'arrondissement ont été suspendus par la loi du 12 octobre 1940 et n'ont jamais été réactivés |
| Les données manquantes sont à compléter. |              |                                              |                         | |

## Démographie
| 1962  | 1968  | 1975  | 1982  | 1990  | 1999  | 2006  | 2011  | 2012  |
| ----- | ----- | ----- | ----- | ----- | ----- | ----- | ----- | ----- |
| 9 831 | 9 800 | 9 344 | 8 661 | 8 584 | 8 178 | 8 514 | 8 957 | 8 890 |